# 宍戸就年
宍戸 就年（ししど なりとし、寛延2年5月28日（1749年7月12日） - 文政9年1月2日（1826年2月8日））は、江戸時代後期の長州藩士。宍戸家第21代当主。
父は宍戸広周。母は毛利元運の娘。正室は矢野紀以養女（星坂正為の娘）。子は宍戸親朝、梨羽凞昌（梨羽昌直養子）、美祢（福原房純室）。幼名蓑松。通称は河内、美濃。初名は尚延（なおのぶ）。

## 生涯
寛延2年（1749年）、一門家老宍戸広周の次男として生まれる。宝暦11年（1761年）、父広周が藩主毛利重就に藩内の反対派として処罰されて隠居したため家督相続する。重就より偏諱を与えられて就年に改名。明和3年（1766年）に遠波、明和4年（1767年）に二島新において開作（干拓事業）を行う。文化6年（1809年）、山田時文（運平）を教授として郷校徳修館を設立し、家臣子弟の学問を奨励する。文政元年（1818年）、隠居して長男の親朝に家督を譲る。文政9年（1826年）1月2日没。享年78。